# Alugha
Alugha са седиштем у Манхајму (Немачка) једини је отворени видео портал у Немачкој и прва вишејезична платформа за видео хостинг у облаку на којој се видео снимци на мрежи могу претворити у вишејезичне формате.

## Историја
Alugha GmbH основали су 2014. године породице Бернда Корца (Bernd Korz) и председник надзорног одбора Duravit-а и акционара Röchling Group, Грегор Грајнерт (Gregor Greinert).[5] Почеци Alugha-е (арапски "А" и свахили "lugha") сежу у 2012. годину. У то време Корц је имао  YouTube (Јутјуб) канал на којем је објављивао видео записе о томе како преуредити сеоску кућу и касније видео записе на рачунарске теме. Како се повећавала потражња за вишејезичним видео записима, Корц је одлучио да користи титлове, јер ниједан видео портал није понудио могућност промене језика током гледања видеа. Али ово решење није било оптимално и дошао је на идеју да примени опцију за промену језика током репродукције видеа. Пошто би развој прототипа коштао 800.000 евра, прототип је развио Корцов тада 15-годишњи син Никлас. У марту 2015., Alugha је издала прву верзију платформе.